# Cumberland Islands
Die Gruppe der Cumberland Islands liegt im Great Barrier Reef vor der Küste von Mackay im australischen Bundesstaat Queensland. Die Inselgruppe erstreckt sich von Nordwest nach Südost über eine Luftlinie von etwa 180 km.

## Entdeckung
Die Inselgruppe wurde von James Cook im Jahre 1770 benannt, als er durch die von ihm so benannte Whitsunday-Passage segelte. Der Name Cumberland geht auf Henry, den jüngeren Bruder des englischen Königs Georg III. den Duke of Cumberland zurück, der seine damalige Reise unterstützte. Die Whitsunday Island benannte Cook am 3. Juni 1770, einem Pfingstsonntag.

## Insel und Inselgruppen

### Allgemein
Zu den Cumberland Islands gehören über 110 Inseln, die sich überwiegend auf die Inselgruppen Whitsundays Islands Group, Lindeman Islands Group, Anchor Islands und Sir James Smith Islands verteilen. Heute werden die nördlichen Inseln von Shute Harbour aus gesehen zwar üblicherweise zu den Whitsunday Islands und zu den Molle Islands gezählt. Offiziell werden sie allerdings noch den Cumberland Islands zugerechnet und auch so bezeichnet.
Weiterhin gehören einzelne, südlich gelegene Inseln, wie etwa Brampton Island, Carlisle, Scawfell, Goldsmith, Cockermouth, Keswick und St. Bees zu den Cumberland Islands.
Auf den Inseln Brampton, Carlisle, Scawfell, Goldsmith, Cockermouth, Keswick und St. Bees befinden sich Nationalparks. Camping ist auf Goldsmith, Carlisle, Cockermouth, Scawfell und St. Bees möglich.

### Liste der Inseln
| Inselname              | Aliasname         | Koordinaten           | Fläche | Einwohner | Untergruppe             |
| ---------------------- | ----------------- | --------------------- | ------ | --------- | ----------------------- |
| Middle Island          |                   | 19° 59′ S, 148° 22′ O | 0,43   | –         |                         |
| Rattray Island         |                   | 20° 00′ S, 148° 33′ O | 0,23   | –         |                         |
| Gloucester Island      |                   | 20° 01′ S, 148° 27′ O | 26,8   | –         |                         |
| Eshelby Island         |                   | 20° 01′ S, 148° 38′ O | 0,13   | –         |                         |
| Stone Island           |                   | 20° 02′ S, 148° 17′ O | 1,24   | –         |                         |
| Hayman Island          |                   | 20° 03′ S, 148° 53′ O | 3,78   | 50        | Whitsunday Islands      |
| Arkhurst Island        |                   | 20° 04′ S, 148° 52′ O | 0,05   | –         | Whitsunday Islands      |
| Saddleback Island      |                   | 20° 04′ S, 148° 32′ O | 0,58   | –         |                         |
| Manta Ray Island       |                   | 20° 05′ S, 148° 31′ O | 0,32   | –         |                         |
| Langford Island        |                   | 20° 05′ S, 148° 53′ O | 0,093  | –         | Whitsunday Islands      |
| Black Island           |                   | 20° 05′ S, 148° 54′ O | 0,05   | –         | Whitsunday Islands      |
| Bird Island            |                   | 20° 05′ S, 148° 52′ O | 0,017  | –         | Whitsunday Islands      |
| Gumbrell Island        |                   | 20° 06′ S, 148° 36′ O | 0,47   | –         |                         |
| Armit Island           |                   | 20° 06′ S, 148° 39′ O | 1,05   | –         |                         |
| Olden Island           |                   | 20° 06′ S, 148° 34′ O | 0,43   | –         |                         |
| Poole Island           |                   | 20° 06′ S, 148° 19′ O | 0,19   | –         |                         |
| Double Cone Island     |                   | 20° 07′ S, 148° 43′ O | 0,4    | –         |                         |
| Hook Island            |                   | 20° 07′ S, 148° 56′ O | 54,87  | 5         | Whitsunday Islands      |
| Low Island             |                   | 20° 09′ S, 148° 35′ O | 0,01   | –         |                         |
| Grassy Island          |                   | 20° 09′ S, 148° 36′ O | 1,29   | –         |                         |
| Deloraine Island       |                   | 20° 09′ S, 149° 04′ O | 0,172  | –         | Whitsunday Islands      |
| Border Island          |                   | 20° 10′ S, 149° 02′ O | 3,066  | –         | Whitsunday Islands      |
| Dumbell Island         |                   | 20° 10′ S, 149° 00′ O | 0,141  | –         | Whitsunday Islands      |
| Ireby Island           |                   | 20° 14′ S, 149° 09′ O | 0,046  | –         | Whitsunday Islands      |
| North Molle Island     |                   | 20° 14′ S, 148° 49′ O | 2,643  | –         | Molle Islands           |
| Esk Island             |                   | 20° 14′ S, 149° 03′ O | 0,1    | –         | Whitsunday Islands      |
| Wirrainbeia Island     |                   | 20° 14′ S, 149° 09′ O | 0,04   | –         | Whitsunday Islands      |
| Sillago Island         |                   | 20° 14′ S, 149° 10′ O | 0,01   | –         | Whitsunday Islands      |
| Lady Island            | Lady Islet        | 20° 14′ S, 148° 57′ O | 0,01   | –         | Whitsunday Islands      |
| Harold Island          |                   | 20° 14′ S, 149° 09′ O | 0,345  | –         | Whitsunday Islands      |
| Whitsunday Island      |                   | 20° 15′ S, 148° 59′ O | 109    | –         | Whitsunday Islands      |
| Edward Island          |                   | 20° 15′ S, 149° 10′ O | 0,43   | –         | Whitsunday Islands      |
| Mid Molle Island       |                   | 20° 15′ S, 148° 50′ O | 0,13   | –         | Molle Islands           |
| Yuindalla Island       |                   | 20° 15′ S, 149° 11′ O | 0,008  | –         | Whitsunday Islands      |
| Buddibuddi Island      |                   | 20° 15′ S, 149° 11′ O | 0,01   | –         | Whitsunday Islands      |
| Daydream Island        | West Molle Island | 20° 15′ S, 148° 49′ O | 0,23   | 30        | Molle Islands           |
| Cid Island             |                   | 20° 16′ S, 148° 55′ O | 2,95   | –         | Whitsunday Islands      |
| Planton Island         |                   | 20° 16′ S, 148° 51′ O | 0,114  | –         | Molle Islands           |
| Worthington Island     |                   | 20° 16′ S, 149° 07′ O | 0,33   | –         | Whitsunday Islands      |
| South Molle Island     |                   | 20° 16′ S, 148° 50′ O | 4,66   | 40        | Molle Islands           |
| Lupton Island          |                   | 20° 17′ S, 149° 06′ O | 1,05   | –         | Whitsunday Islands      |
| Haslewood Island       |                   | 20° 17′ S, 149° 05′ O | 7,94   | –         | Whitsunday Islands      |
| Goat Island            |                   | 20° 17′ S, 148° 51′ O | 0,047  | –         | Molle Islands           |
| Denman Island          |                   | 20° 17′ S, 148° 51′ O | 0,095  | –         | Molle Islands           |
| Martin Island          | Martin Islet      | 20° 17′ S, 149° 04′ O | 0,01   | –         | Whitsunday Islands      |
| Gunn Island            |                   | 20° 17′ S, 148° 48′ O | 0,04   | –         | Molle Islands           |
| Repair Island          |                   | 20° 18′ S, 148° 47′ O | 0,04   | –         | Molle Islands           |
| Shute Island           |                   | 20° 18′ S, 148° 48′ O | 0,22   | –         | Molle Islands           |
| Tancred Island         |                   | 20° 18′ S, 148° 48′ O | 0,09   | –         | Molle Islands           |
| White Rock             |                   | 20° 18′ S, 148° 49′ O | 0,01   | –         | Molle Islands           |
| Teague Island          |                   | 20° 18′ S, 149° 04′ O | 0,558  | –         | Whitsunday Islands      |
| Nicolson Island        |                   | 20° 18′ S, 149° 06′ O | 0,163  | –         | Whitsunday Islands      |
| Henning Island         |                   | 20° 19′ S, 148° 56′ O | 0,496  | –         | Whitsunday Islands      |
| Fitzalan Island        |                   | 20° 20′ S, 148° 58′ O | 0,054  | –         | Whitsunday Islands      |
| Plum Pudding Island    |                   | 20° 20′ S, 148° 56′ O | 0,01   | –         | Whitsunday Islands      |
| Perseverance Island    |                   | 20° 21′ S, 149° 00′ O | 0,342  | –         | Whitsunday Islands      |
| Hamilton Island        |                   | 20° 21′ S, 148° 58′ O | 7,5    | 1.350     | Whitsunday Islands      |
| Long Island            |                   | 20° 21′ S, 148° 52′ O | 10,6   | 80        | Molle Islands           |
| Dungurra Island        |                   | 20° 21′ S, 149° 00′ O | 0,094  | –         | Whitsunday Islands      |
| Cowrie Island          |                   | 20° 21′ S, 148° 56′ O | 0,01   | –         | Whitsunday Islands      |
| Dent Island            | Hamilton West     | 20° 22′ S, 148° 56′ O | 4,13   | 2         | Whitsunday Islands      |
| Pine Island            |                   | 20° 23′ S, 148° 53′ O | 1,063  | –         | Molle Islands           |
| Pentecost Island       |                   | 20° 24′ S, 149° 02′ O | 1,25   | –         | Lindeman Islands        |
| Ann Island             |                   | 20° 25′ S, 149° 01′ O | 0,0087 | –         | Lindeman Islands        |
| Little Lindeman Island |                   | 20° 25′ S, 149° 02′ O | 0,49   | –         | Lindeman Islands        |
| Cole Island            |                   | 20° 25′ S, 149° 00′ O | 0,21   | –         | Lindeman Islands        |
| Maher Island           |                   | 20° 26′ S, 149° 05′ O | 0,94   | –         | Lindeman Islands        |
| Baynham Island         |                   | 20° 26′ S, 149° 06′ O | 0,074  | –         | Lindeman Islands        |
| Gaibirra Island        |                   | 20° 26′ S, 149° 05′ O | 0,323  | –         | Lindeman Islands        |
| Lindeman Island        |                   | 20° 27′ S, 149° 03′ O | 6,789  | 10        | Lindeman Islands        |
| Comston Island         |                   | 20° 28′ S, 149° 06′ O | 0,236  | –         | Lindeman Islands        |
| Seaforth Island        |                   | 20° 28′ S, 149° 02′ O | 0,265  | –         | Lindeman Islands        |
| Mansell Island         |                   | 20° 28′ S, 149° 08′ O | 1,177  | –         | Lindeman Islands        |
| Triangle Island        |                   | 20° 29′ S, 149° 07′ O | 0,115  | –         | Lindeman Islands        |
| Shaw Island            |                   | 20° 30′ S, 149° 04′ O | 15,62  | –         | Lindeman Islands        |
| Volskow Island         |                   | 20° 30′ S, 149° 05′ O | 0,032  | –         | Lindeman Islands        |
| Keyser Island          |                   | 20° 31′ S, 149° 05′ O | 0,577  | –         | Lindeman Islands        |
| Long Rock              |                   | 20° 32′ S, 149° 05′ O | 0,1    | –         | Lindeman Islands        |
| Thomas Island          |                   | 20° 33′ S, 149° 07′ O | 2,23   | –         | Lindeman Islands        |
| Dead Dog Island        |                   | 20° 33′ S, 149° 08′ O | 0,04   | –         | Lindeman Islands        |
| Silversmith Island     |                   | 20° 35′ S, 149° 07′ O | 0,29   | –         | Sir James Smith Islands |
| Coppersmith Rock       |                   | 20° 36′ S, 149° 07′ O | 0,009  | –         | Sir James Smith Islands |
| Blackcombe Island      |                   | 20° 36′ S, 149° 11′ O | 0,03   | –         | Sir James Smith Islands |
| Anchorsmith Island     |                   | 20° 37′ S, 149° 04′ O | 0,08   | –         | Anchor Islands          |
| Anvil Island           |                   | 20° 38′ S, 149° 04′ O | 0,01   | –         | Anchor Islands          |
| Blacksmith Island      |                   | 20° 38′ S, 149° 04′ O | 2      | –         | Anchor Islands          |
| Hammer Island          |                   | 20° 39′ S, 149° 03′ O | 0,68   | –         | Anchor Islands          |
| Locksmith Island       |                   | 20° 39′ S, 149° 09′ O | 0,08   | –         | Sir James Smith Islands |
| Ladysmith Island       |                   | 20° 39′ S, 149° 05′ O | 0,71   | –         | Anchor Islands          |
| Bellows Island         |                   | 20° 40′ S, 149° 04′ O | 0,02   | –         | Anchor Islands          |
| Farrier Island         | Cash Island       | 20° 41′ S, 149° 08′ O | 0,19   | –         | Sir James Smith Islands |
| Linne Island           |                   | 20° 41′ S, 149° 11′ O | 2,28   | –         | Sir James Smith Islands |
| Goldsmith Island       |                   | 20° 41′ S, 149° 09′ O | 4,05   | –         | Sir James Smith Islands |
| Pincer Island          |                   | 20° 41′ S, 149° 06′ O | 0,03   | –         | Anchor Islands          |
| Tinsmith Island        |                   | 20° 42′ S, 149° 12′ O | 0,9    | –         | Sir James Smith Islands |
| Solder Island          |                   | 20° 42′ S, 149° 12′ O | 0,01   | –         | Sir James Smith Islands |
| Ingot Islands          | Ingot Islets      | 20° 42′ S, 149° 09′ O | 0,39   | –         | Sir James Smith Islands |
| Wigton Island          |                   | 20° 44′ S, 149° 29′ O | 1,61   | –         |                         |
| Allonby Island         |                   | 20° 45′ S, 149° 10′ O | 0,19   | –         | Sir James Smith Islands |
| Calder Island          |                   | 20° 46′ S, 149° 37′ O | 1,48   | –         |                         |
| Cockermouth Island     |                   | 20° 46′ S, 149° 24′ O | 1,91   | –         |                         |
| Carlisle Island        |                   | 20° 47′ S, 149° 17′ O | 5,76   | –         |                         |
| Brampton Island        |                   | 20° 49′ S, 149° 16′ O | 4,6    | –         |                         |
| Scawfell Island        |                   | 20° 52′ S, 149° 36′ O | 11,43  | –         |                         |
| Keswick Island         |                   | 20° 55′ S, 149° 24′ O | 5,9    | –         |                         |
| St. Bees Island        |                   | 20° 56′ S, 149° 27′ O | 10,75  | –         |                         |
| Derwent Island         |                   | 20° 59′ S, 149° 47′ O | 0,7    | –         |                         |
| Penrith Island         |                   | 21° 01′ S, 149° 54′ O | 2,15   | –         |                         |
| Bailey Island          |                   | 21° 02′ S, 149° 33′ O | 0,04   | –         |                         |
| Snare Peak Island      |                   | 21° 06′ S, 149° 56′ O | 0,12   | –         |                         |